# أسماء ألوان إكس11
في الحوسبة، في نظام النافذة إكس، تُمَثَّل أسماء ألوان إكس11 (بالإنجليزية: X11 color names)‏ في ملف نصي بسيط، يُعَيِّن كلمات معينة إلى قيم ألوان RGB. كان يتم تضمينه عادةً مع كل تثبيت من إكس11، ومن هنا جاء الاسم، وعادةً ما يكون موقعه «<X11root>/lib/X11/rgb.txt». قائمة ألوان الويب تنحدر منها ولكنها تختلف بأسماء ألوان معينة.
أسماء الألوان غير مُوَحَّدة من قِبَل «Xlib» أو ميفاق إكس11. القائمة لا تبدي استمرارية في قيم أو أسماء الألوان المختارة, وبعض الألوان لها عدة أسماء. مع ذلك, اعتاد عليها مصممو الجرافيك مما جعل من المستحيل عملياً استبدالها بقائمةٍ أخرى. في الإصدارات السابقة من إكس11 (قبل Xcms) شُجِّعَ مطبقو الخادم على تعديل قيم RGB لأخذ تصحيح جاما بالاعتبار.
بدئاً من الإصدار 7.4 من X.Org، لم يعد ملف «rgb.txt» مضمنًا في الإصدار المجمع، وتم تضمين القائمة مباشرة في الخادم. تحتوي الوحدة الاختيارية xorg/app/rgb على ملف «rgb.txt» مستقلاً.
ضُمِّنَتْ القائمة لأول مرة مع الإصدار 3 من X10 أي (X10R3) في 7 يونيو 1986، بعد أن سجلها جيم جيتيس في نظام التحكم بالمراجعة عام 1985. القائمة ذاتها كانت في X11R1 في 18 سبتمبر 1987. ضمنت القائمة المتوفرة اليوم بالكامل تقريبًا مع X11R4 في 29 يناير 1989، مع إضافات كبيرة من قبل Paul Ravelling (الذي أضاف ألوانًا بناءً على عينات من دهانات سنكلاير)، وجون سي توماس (الذي أضاف ألوانًا بناءً على مجموعة مكونة من 72 قلم تلوين من كرايولا كانت في متناول اليد) وجيم فولتون (الذي قام بتسوية المساهمات لإنتاج قائمة X11R4). المشروع كان يشغل طرفيات «VT240» الخاصة بديجيتال إكوبمينت حينها.
في بعض التطبيقات، تكتب الأسماء متعددة الأجزاء بمسافات بين كل كلمة والأخرى، وفي تطبيقات أخرى تُضَم معًا، غالبًا في حالة الجَّمَل. عادةً ما تتم مطابقتها دون مراعاة حالة الأحرف ويحتوي النص البرمجي المصدري لخادم إكس على أسماء مستعارة بمسافات لمعظم الإدخالات.

## التعارضات بين ألوان إكس11 وألوان الويب في نظام ألوان CSS
استَخدَمَت الإصدارات الأولى من متصفح موزايك ونتسكيب ألوان إكس11 كأساس لقائمة ألوان الويب، حيث كان كلاهما في الأصل تطبيقات إكس. إعتَمَدت وحدات ألوان سي إس إس ذات المستوى 3 ورابطة الشبكة العالمية والرسومات المتجهية في النهاية قائمة إكس11 مع بعض التغييرات. قائمة رابطة الشبكة العالمية الحالية عبارة عن مجموعة شاملة من 16 "لون VGA" المحددة في HTML 3.2 وCSS من المستوى 1.
أحد الاختلافات الملحوظة بين إكس11 ورابطة الشبكة العالمية هو حالة اللون الرمادي وأصنافه. في HTML، يتم حجز كلمة «الرمادي» (gray) خصيصًا للثلاثية 128 (50% رمادي) . ومع ذلك، في إكس11، تم تخصيص «الرمادي» (gray) للثلاثية 190 (74.5%) ، وهو قريب من لون رابطة الشبكة العالمية «فضي» (Silver) المحدد عند 192 (75.3%) ، وكان «الرمادي الفاتح» (Light Gray) محدداً عند 211 (83%)  و«الرمادي الغامق» (Dark Gray)المحدد عند 169 (66%)  نظرائه. ونتيجة لذلك، فإن قائمة ألوان الويب في النسخة الثالثة من صفحات التنسيق النمطية السائدة على الويب اليوم تنتج «الرمادي الداكن» (Dark Gray)  كصنف أخف بكثير من «الرمادي» (Gray)  لأن «الرمادي الداكن» (Dark Gray) ينحدر من إكس11 - لأنه لم يكن موجودًا في HTML ولا في صفحات التنسيق النمطية المستوى 1  - بينما «الرمادي» (Gray) ينحدر من HTML. حتى في المسودة الحالية لـ CSS 4.0، يظل اللون الرمادي الداكن أفتح من اللون الرمادي. بعض المتصفحات مثل متصفح نتسكيب أصرت على وجود حرف "a" في أي "Gr a y" باستثناء "Light Gr e y".
إصدارات إكس الأخيرة (منذ 2014، إصدار xorg-rgb 1.0.6)  تدعم أيضًا تعريفات رابطة الشبكة العالمية. في إكس11، تم الحفاظ على التعريفات الأصلية (لذا يظل "الرمادي الداكن" ظلًا أغمق لـ "الرمادي")، ولكن لكل زوج من الأسماء المتعارض، تمت إضافة بادئات «web» و «X11» لتسهيل التفرقة بعد الدمج. البادئة «X11» هي اسم مستعار للنسخة التي لا تحتوي البادئة، أي أن «X11 Gray» تساوي «Gray» ولا تساوي «Web Gray». حدد W3C أيضًا لونًا يساوي "الأخضر" الخاص بـ X11، لكنه أطلق عليه اسم "Lime". في X11، يُسمى هذا ببساطة "Lime"، حيث لم يكن هناك مثل هذا الاسم من قبل. إنه اسم مستعار لـ «Green», أي «Lime» = «Green» = «X11 Green» ≠ «Web Green».
| اسم اللون | لون إكس11 | لون إكس11 | لون إكس11 | لون إكس11 | لون إكس11 | لون W3C | لون W3C | لون W3C | لون W3C | لون W3C |
| اسم اللون | هيكس      | أحمر      | أخضر      | أزرق      | عينة      | عينة    | هيكس    | أحمر    | أخضر    | أزرق    |
| --------- | --------- | --------- | --------- | --------- | --------- | ------- | ------- | ------- | ------- | ------- |
| رمادي     | #BEBEBE   | 75%       | 75%       | 75%       |           |         | #808080 | 50%     | 50%     | 50%     |
| أخضر      | #00FF00   | 0%        | 100%      | 0%        |           |         | #008000 | 0%      | 50%     | 0%      |
| ماروني    | #B03060   | 69%       | 19%       | 38%       |           |         | #800000 | 50%     | 0%      | 0%      |
| أرجواني   | #A020F0   | 63%       | 13%       | 94%       |           |         | #800080 | 50%     | 0%      | 50%     |